# Batéké-plateauets Nationalpark
Batéké-plateauets Nationalpark (fransk: Parc National des Plateaux Batéké) er en nationalpark på Bateke Plateauet, i det sydøstlige Gabon der dækker 2.034 km². På grund af dens påståede universelle kulturelle og naturlige betydning blev den opført på UNESCOs foreløbige verdensarvsliste (tentativlisten) den 20. oktober 2005.
Skovsavannen på Bateke-plateauet skildrer landskabet i Centralafrika, og nationalparken rummer en rig biodiversitet.

## Fauna
I 2015 blev der registreret en enkelt hanløve i nationalparken. Genetisk analyse af prøver af dens hår, afslørede, at han var tæt beslægtet med historisk kendte  løveeksemplarer fra dette område og nabolandet Republikken Congo, som grupperede sig med ekemplarer underarten Panthera leo melanochaita fra Namibia og Botswana. 
Kommerciel jagt på plateauet, især på store pattedyr, er en betydelig trussel mod den lokale fauna.